# Peripa clavipus
Peripa clavipus is een hooiwagen uit de familie Cranaidae.